# Viva Verdi

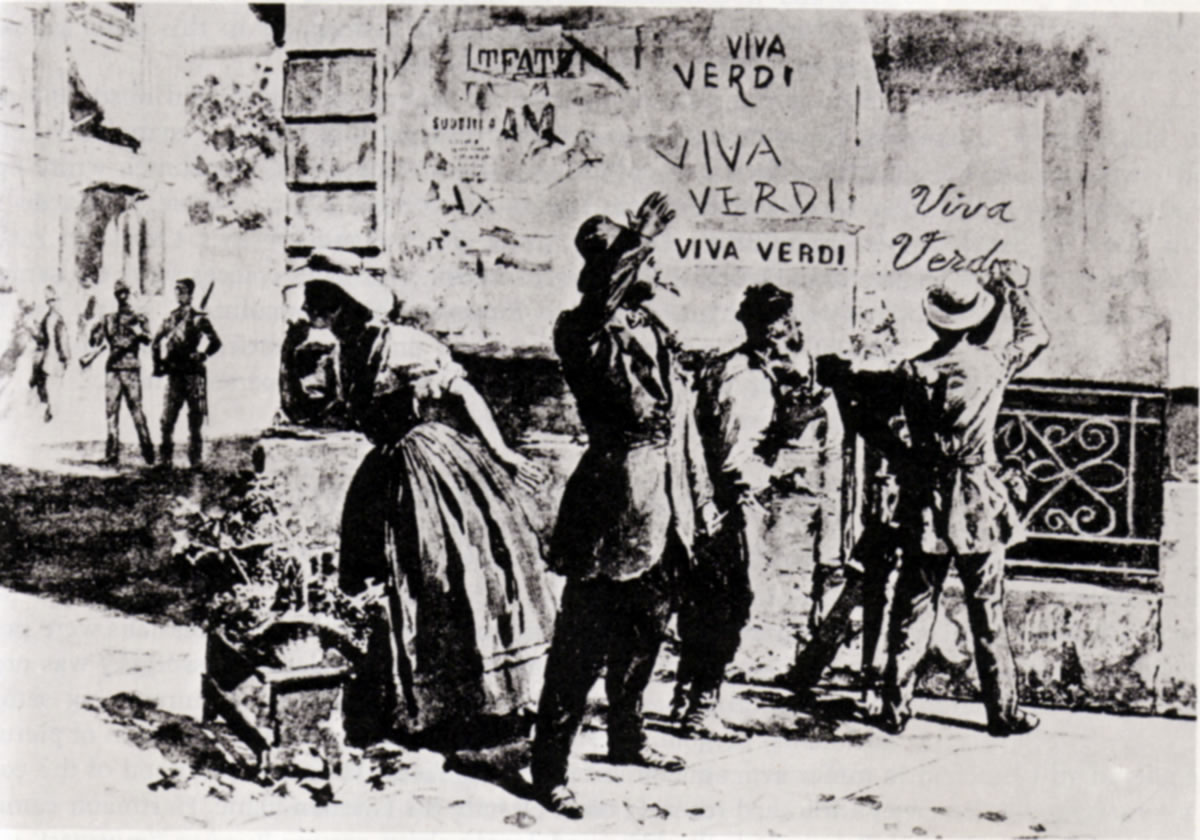
Darstellung von Viva Verdi (1859)

Viva Verdi oder Evviva Verdi, zu dt. „Es lebe Verdi“, ist ein historischer italienischer Lobruf auf den Komponisten Giuseppe Verdi und in verschlüsselter Form auch auf den König Vittorio Emanuele II. in der späten Zeit der italienischen Nationalstaatsbewegung (siehe Risorgimento).
Viva Verdi ergab aufgelöst „Viva Vittorio Emanuele Re d’Italia“ („Es lebe Viktor Emanuel, König von Italien“). Dieses Akrostichon entstand in den 1850ern im österreichisch besetzten Venedig. Zudem galt nicht nur der König, sondern auch Giuseppe Verdi als Figur nationalen Ranges (siehe Nabucco). Öfters wurde es um das gegen das Pontifikat Papst Pius IX. gerichtete „Non piove“ ergänzt (wörtlich: „es regnet nicht“, gemeint: „Non Pio [IX], V[ittorio] E[manuele]“).